# Commerce de l'ivoire

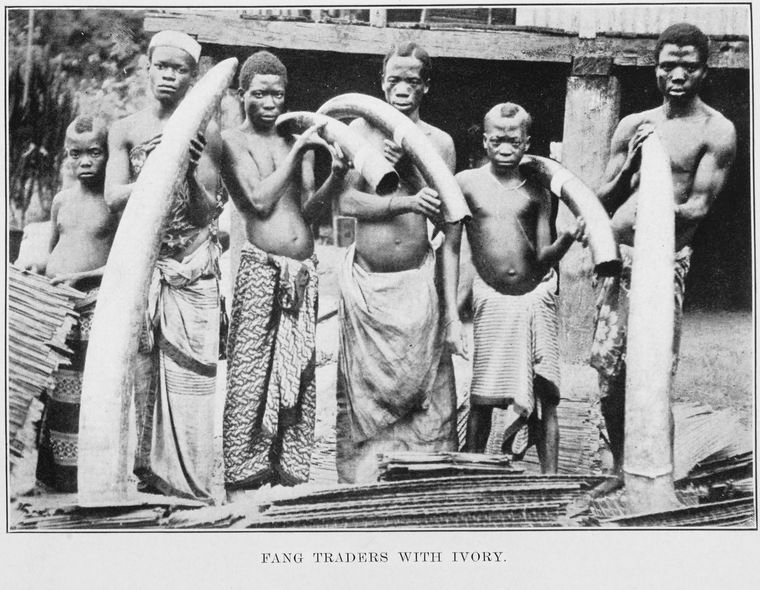
Marchands d'ivoire, vers 1912.

Le commerce de l'ivoire est l'activité économique d'achat et de revente d'ivoire d'espèces animales provenant des défenses d'éléphants, de morses, de narvals, de mammouths, voire d'hippopotames et d'autres espèces animales. Son commerce est réglementé par la Convention sur le commerce international des espèces de faune et de flore sauvages menacées d'extinction, dite CITES (adoptée en 1973). Lorsque ce commerce est illégal, il est désigné sous le nom de trafic d'ivoire.
L'ivoire est commercialisé depuis des siècles par les humains, y compris dans certaines régions comme le Groenland, l'Alaska et la Sibérie. Plus récemment, et selon les scientifiques travaillant aux côtés d'organisations internationales de surveillance des espèces (telles que l'UICN qui met régulièrement à jour la liste rouge des espèces menacées), ce commerce menace certaines espèces d'extinction, ce qui a entraîné des restrictions et des interdictions. L'ivoire est à l'origine de très nombreux objets confectionnés à travers le monde,. Dans les pays occidentaux, il était par exemple utilisé pour confectionner des touches de piano et d'autres objets utilitaires ou décoratifs du fait de sa couleur blanche et de sa texture particulière. L'industrie du piano l'a abandonné dans les années 1970.
Ce commerce est le principal facteur responsable du déclin des populations d’éléphants d'Afrique, dont les deux espèces (éléphant de savane et éléphant de forêt) sont respectivement actuellement classées « en danger d'extinction » (et non plus « vulnérable » comme auparavant) et « en danger critique d'extinction » par l'Union internationale pour la conservation de la nature. Quant à l’éléphant d’Asie, depuis 2019, il conserve le statut « en danger d’extinction ».

## Ivoire d'éléphant

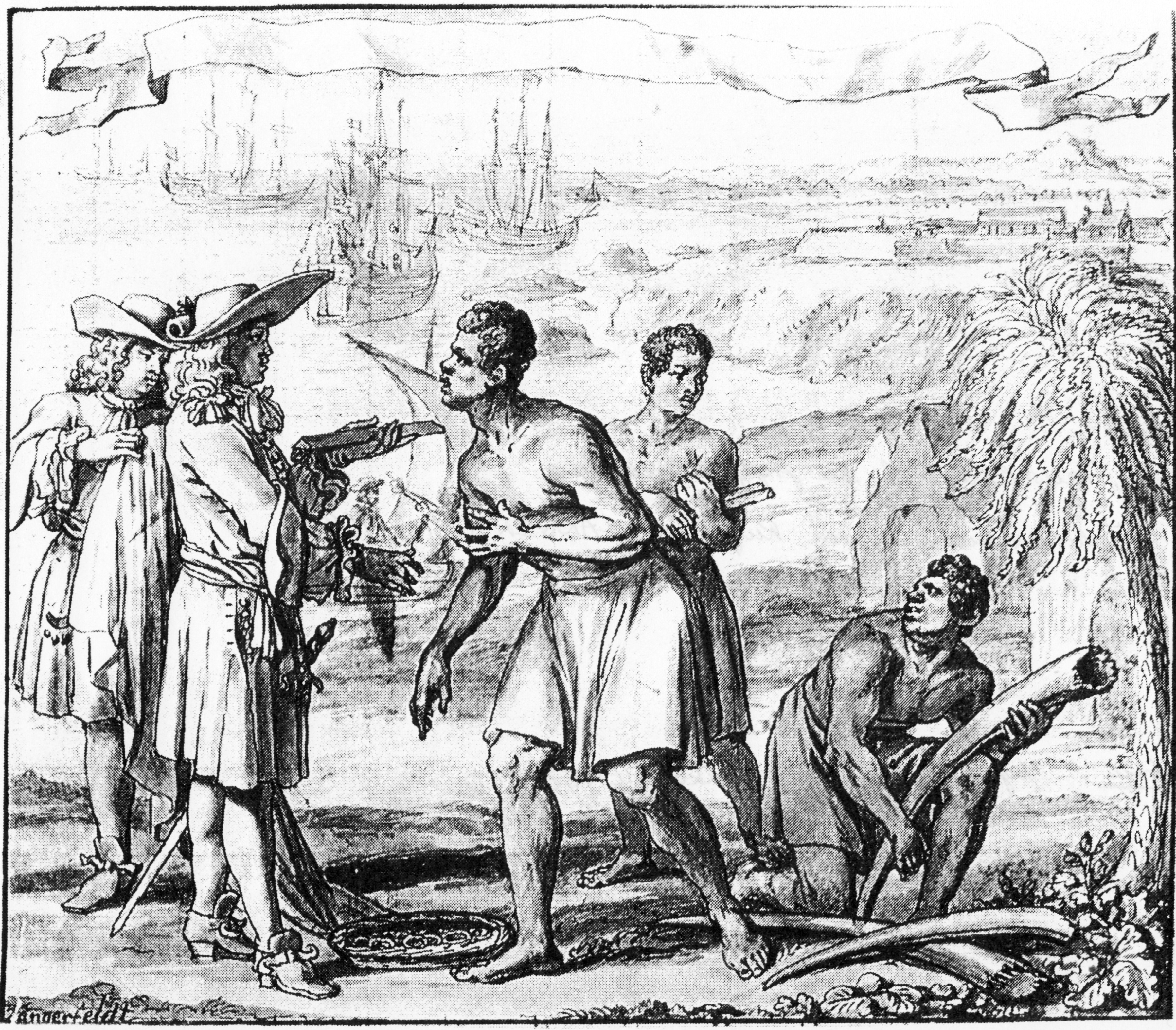
Commerce de l'ivoire au Ghana, 1690.

### Histoire
L'ivoire d'éléphant est exporté d'Afrique et d'Asie depuis des siècles, atteignant des records au XIVe siècle av. J.-C.
Au Moyen Âge, l'ivoire (de morse lorsqu'il vient d'Europe du Nord, d'éléphant quand il vient d'Afrique), est un matériau très recherché par les sociétés occidentales. C'est en effet un produit de luxe destiné aux riches élites depuis au moins l'Antiquité tardive. Ces sociétés s'approvisionnent auprès des marchands d'Orient (Moyen-Orient, Perse, Empire byzantin) qui récupèrent l'ivoire d'éléphant en Inde et en Afrique de l'Est. Ce commerce entraîne le développement de ports importants comme Zanzibar (actuelle Tanzanie), Mombasa (Kenya), Mogadiscio (Somalie) ou encore Alexandrie (Égypte). Le commerce de l'ivoire atteste aussi des relations diplomatiques entre l'Occident et l'Orient, entre les chrétiens et les musulmans. En témoigne l'éléphant offert à Charlemagne par le calife Hâroun ar-Rachîd vers 802. En 1229, c'est l'empereur Frédéric II qui s'en voit offrir un par le sultan d'Égypte. Les productions artistiques occidentales s'inspirent aussi des œuvres ramenées d'Orient, notamment de l'Empire byzantin, via les voies commerciales.
Après la colonisation de l'Afrique, l'ivoire est exporté, souvent grâce à l'esclavage pour son transport, afin de servir de matière première à la fabrication de touches de piano, de boules de billard et d'autres objets exprimant l'exotisme et le raffinement.
Les chasseurs d'ivoire sont responsables de la disparition des éléphants en Afrique du Nord il y a environ 1 000 ans, dans la plus grande partie de l'Afrique australe au XIXe siècle, et de la plupart de l'Afrique de l'Ouest à la fin du XXe siècle. Au plus fort de ce commerce, pendant la colonisation de l'Afrique, entre 800 et 1 000 tonnes d'ivoire sont envoyées en Europe chaque année.
Les guerres mondiales et les dépressions économiques qui suivent sont à l'origine d'une trêve dans le commerce de ce produit de luxe, avant de connaître de nouveau la prospérité au début des années 1970. Le Japon, déchargé des restrictions commerciales imposées après la Seconde Guerre mondiale, commence à acheter de l'ivoire brut, avec pour effet d'accroître la pression sur les éléphants de forêt d'Afrique et sur les éléphants d'Asie. Le dur ivoire de ces deux espèces est en effet privilégié par les Japonais pour fabriquer des hankos (des sceaux utilisés pour signer des documents), des estampes et des correspondances, ou encore des netsuke (des éléments de l'habillement traditionnel).

### Situation actuelle
En 2015, l'ONG Save the Elephants estimait que le commerce illégal de l'ivoire à Hong Kong menace la survie des éléphants, étant donné que le marché de l'ivoire en Chine et en Asie du Sud-Est passe en grande partie par ce territoire abritant un des plus grands ports d'Asie. Cette ville est l’une des plus importantes plaques tournantes de l’ivoire après le Kenya et la Tanzanie. Hong Kong est l'un des plus célèbres centres de sculpture sur ivoire au monde. Selon les estimations, 70 % de l’ivoire qui quitte l’Afrique arrive en Chine et 90 % des acheteurs d'ivoire à Hong Kong se trouvent sur le continent chinois. La Chine s'apprêtait à la fin de 2017 à fermer 67 de ses établissements agréés consacrés au commerce de l'ivoire, dont 12 de ses 35 fabriques de sculptures sur ivoire. Une étude du WWF du 7 septembre 2017 dénonçait néanmoins les complicités autour des réseaux clandestins en Afrique qui traquent les éléphants et vendent leurs défenses en ivoire. Au début de 2018, les autorités de Hong Kong ont adopté une loi visant à renforcer, par paliers, les interdictions de commerce de l'ivoire,. L'objectif étant d'interdire au 31 janvier 2021 le commerce des stocks d'ivoire ancien des artisans locaux (l'ivoire dit « pré-convention »).

### Législations et mesures de luttes
En avril 2016, le Kenya a détruit tout son stock d'ivoire, soit 105 tonnes. Il en resterait plus de 600 tonnes dans les stocks d'autres États africains. En juillet 2016, les États-Unis interdisent le commerce de l'ivoire sur leur territoire. Hong Kong a décidé d'en faire de même d'ici 2021 et la Chine s'y est engagée, sans toutefois annoncer de calendrier.
En France, le commerce de l'ivoire est interdit depuis l'arrêté du 16 août 2016, exception faite des objets travaillés datant d'avant le 1er juillet 1975, date d'entrée en vigueur de la convention de Washington (CITES),,.
Les pays africains luttent également contre les contrebandiers sur le terrain, ce qui peut donner lieu à des arrestations spectaculaires comme celle de Yang Fenlan en 2015.

## Hypothèse d'un marché légalisé de l'ivoire
Certains pays et quelques parties prenantes ont estimé que légaliser et encadrer le commerce de l'ivoire pourrait être un moyen de sauver certaines populations d'éléphants. Ils ont cherché à relancer cette proposition lors de sa 17e réunion de la CITES à Johannesbourg du 24 septembre au 5 octobre 2016. Selon eux un marché légal pourrait miner le braconnage et financer les mesures de protection de cet animal.
Cette proposition reposait sur trois hypothèses : 
1. La réglementation de l'ivoire ferait cesser le braconnage d'éléphants ; Dans d'autres domaines, des réglementations visant à conserver une population maitrisée n'a pas stoppé les prises illégales[28],[29]. Les ventes ponctuelles expérimentales d'ivoire tentées entre 1999 et 2008 n'ont en rien arrêté le braconnage des éléphants et au contraire elles ont brutalement et fortement relancé l'offre et la demande y compris via le marché illégal[30]. Avant cela après la seconde guerre mondiale, il avait été constaté que la réglementation baleinière n'avait pas pu stopper la chasse illégale à la baleine qui s'est poursuivie durant des décennies[28]. Plus tard l'introduction d'une chasse au loup raisonnée aux États-Unis a en réalité augmenté les activités de braconnage[28] ; Les braconniers ont tué environ 30 000 éléphants par an de 2007 à 2014, faisant que le nombre d'éléphants d'Afrique s'est effondré (de plus de 95 % au XXe siècle)[28] ;
2. Des quotas durables pourraient être appliqués en toute transparence, avec traçabilité de tout l'ivoire (par exemple via des analyses d'ADN pour chaque défense[31]) ; ceci semble très difficile faute de bonne gouvernance sur les chaînes d'approvisionnement en ivoire[28], notamment dans certains pays connus pour leurs problèmes de corruption[32] ;
3. Ces quotas durables seraient assez significatifs pour rapprocher l'offre d'ivoire de la demande actuelle. Cette dernière hypothèse a été fin 2016 battue en brèche par une nouvelle étude[28] qui conclut que face à la demande mondiale du marché, les éléphants d'Afrique ne peuvent se reproduire assez vite pour fournir l'ivoire recherché pour les sculptures et les bijoux[33]. « La demande d'ivoire (210 t/an environ) est tout simplement trop grande, elle dépasse ce que les éléphants peuvent produire », résume le biologiste David Lusseau de l'Université d'Aberdeen au Royaume-Uni, auteur principal de l'étude[33]. Protéger les éléphants d'Afrique pour vendre leurs défenses les conduirait aussi à l'extinction car il ne faudrait pas prélever plus de 100 à 150 kg d'ivoire par an pour une population de référence de 1 360 éléphants, c'est bien moins que la demande actuelle. L'étude conclut que le meilleur moyen de protéger l'éléphant reste de travailler à une réduction de la demande des consommateurs[28].

De plus ce marché  « manqueraient rapidement des gros mâles [qui produisent le plus d'ivoire] et il faudrait donc tuer plusieurs éléphants plus jeunes pour récolter la même quantité d'ivoire » ce qui conduirait à une spirale négative, d'autant qu'il faut 45 à 55 ans pour qu'un mâle atteigne l'âge où ses défenses sont les plus intéressantes.
Selon ElephantVoices (groupe de conservation basé à Nairobi) certains chercheurs pensent que le simple fait de discuter de la légalisation est déjà un mauvais signal, car pouvant encourager les acheteurs potentiels et la chaîne criminelle impliquée dans le trafic ; « Nous devrions conserver l'interdiction, et éliminer la demande plutôt que d'essayer d'y répondre ».

## Ivoire de morse
En Scandinavie au milieu du Ier millénaire de l'ère commune, l'ivoire de morse fait l'objet d'échanges entre les populations sédentaires et les Samis nomades du nord. Lors de la colonisation de l'Islande, les populations de morse y sont fortement chassées jusqu'à disparaître.
Parmi les marchands ayant pratiqué le commerce de l'ivoire de morse avant la colonisation de l'Islande puis du Groenland par les Scandinaves, on a retenu le nom du chef et explorateur Ottar du Hålogaland qui en recevait via les Sames. 
Entre le XIe siècle et le XIIIe siècle, la principale source d'ivoire en Europe a été l'ivoire de morse de la colonie viking du Groenland,. L'ivoire de morse a par la suite subi la concurrence de l'ivoire d'éléphant, plus facilement accessible; cette concurrence fait partie des facteurs qui ont fragilisé la population scandinave du Groenland. Des études zooarchéologiques ont montré que les morses chassés au fil du temps étaient de plus en plus petits et vivants dans des régions de plus en plus septentrionales, signe d'une surexploitation de la ressource. Les figurines de Lewis sont pour la plupart réalisées en ivoire de morse.

### Documentaires
- The Ivory Game, Kief Davidson et Richard Ladkani, 2016.
- Trafic d'ivoire, la guerre perdue, Jakob Kneser, 2015.